# دانیله پاپونی
دانیله پاپونی (انگلیسی: Daniele Paponi؛ زادهٔ ۱۶ آوریل ۱۹۸۸) بازیکن فوتبال اهل ایتالیا است.
از باشگاه‌هایی که در آن بازی کرده‌است می‌توان به باشگاه فوتبال پروجا، باشگاه فوتبال فیورنتینا، باشگاه فوتبال پارما، باشگاه فوتبال آنکونا، باشگاه فوتبال بولونیا، باشگاه فوتبال لاتینا، باشگاه فوتبال چزنا، و باشگاه فوتبال مونترال اشاره کرد.
وی همچنین در تیم ملی فوتبال زیر ۲۰ سال ایتالیا بازی کرده‌است.